# コミ共和国

コミ共和国
ロシア語: Республика Коми
コミ語：Коми Республика 

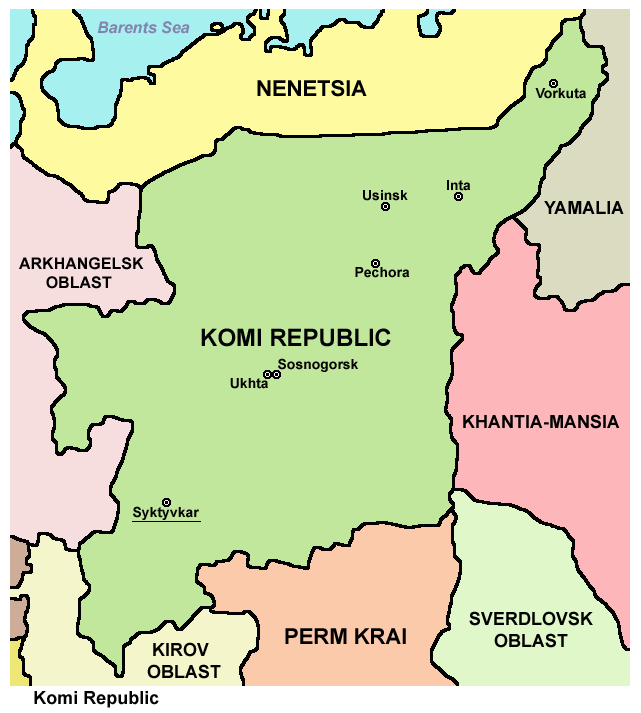

コミ共和国（コミきょうわこく、コミ語：Коми Республика; ロシア語：Республика Коми）は、ロシア連邦中北部の共和国。首都はスィクティフカル。北西連邦管区に含まれる。

## 地理
ウラル山脈の西部、東ヨーロッパ平原の北東部に位置する。西北部でティマン山脈を境界とする。
面積は415,900km2。その70%以上をタイガが、約15%を沼地が占める。ウラル山脈北部の32,800km2に及ぶツンドラは、ヨーロッパ最大の原生林に覆われており、ユネスコの世界遺産に登録されている。
北にネネツ自治管区、東にヤマロ・ネネツ自治管区、ハンティ・マンシ自治管区、スヴェルドロフスク州、南にペルミ地方、ペルミャク州、キーロフ州、西にアルハンゲリスク州と隣り合う。
主要な河川はペチョラ川と、北ドヴィナ川の支流であるヴィチェグダ川。

## 歴史
19世紀から20世紀はじめにかけて集中的に入植が行なわれた。入植者の多くは、北方の開発のための労働力として大量に送られた囚人であった。
1921年8月22日にコミ・ジリャン自治州として設置され、1936年12月5日にコミ自治ソビエト社会主義共和国に昇格。1992年5月26日よりコミ共和国。
2016年2月25日、ヴォルクタにあるセーベルナヤ炭鉱にて、深さ780mの地点で爆発があり、落盤と火災が起きた。メタンガスが漏れて爆発につながったとみている。2月28日午前1時24分ごろ、救出活動中に再び爆発が発生し救助隊員5人と炭鉱作業員1人が死亡した。

## 政治
現在の首長（元首格）は2020年に就任したウラジーミル・ウイバ。
首相職に相当する職位は1994年に廃止されたが2014年9月19日より首相格の政府議長が設置されている。現在の首相はラリサ・マクシモワが代行を務めている。

## 経済

### 資源
石炭、原油、天然ガス、金、ダイヤモンドなどを産する。

### 産業
主要な産業は石油精製、木材加工、電気工業など。

### 交通
鉄道が発達している。物資を運ぶもっとも重要な路線は、コトラス・ヴォルクタ・サレハルドを結ぶ線。ヴィチェグダ川とペチョラ川も河川交通に使用されている。スィクティフカル、ウフタ、ヴォルクタに空港がある。

## 主な都市
- スィクティフカル - 首都
- ウフタ
- ヴォルクタ
- ペチョラ
- ウシンスク

## 住民

### 民族
人口は737,853人（2021年）。うち、ロシア人が69.7%、フィン・ウゴル系のコミ人が22.3%。そのほか、ウクライナ人（1.9%）、タタール人（0.7%）、ベラルーシ人（0.5%）など。人口の77.5%が都市に住む。
人口密度は1.77人/km2。

### 言語
公用語はコミ語(コミ・ジリエーン語)とロシア語。

### 宗教
住民の大部分はロシア正教を奉ずる。

### 気候
- 1月の平均気温 -17℃（南部）, -20℃（北部）
- 7月の平均気温 +15℃（南部）, +11℃（北部）
- 年間平均降水量 625mm

## 標準時
この地域は、モスクワ時間帯の標準時を使用している。時差はUTC+3時間で、夏時間はない。（2011年3月までは標準時がUTC+3、夏時間がUTC+4、同年3月から2014年10月までは通年UTC+4であった）